# 이집트 제27왕조
이집트 제27왕조는 아케메네스 제국의 1차 점령기이다. 아케메네스 제국은 기원전 525년부터 기원전 404년까지 통치하였다.
기원전 525년, 아케메네스 제국의 캄비세스 2세는 선왕인 키루스 대왕이 점령하지 못했던 이집트를 점령하였다. 캄비세스의 이집트 점령에 대해 헤로도토스는 다음과 같은 전설을 전하고 있다.
1. 캄비세스가 프삼티크 3세에게 공주 한 명을 요청했는데 프삼티크가 캄비세스를 속이고 신분이 낮은 여자를 보냈다.
2. 캄비세스의 어머니는 와히브레의 딸이었다.
3. 캄비세스가 어렸을 때 어머니에게 이집트 정복을 맹세한 일이 있다.

이후 프삼니크 3세는 캄비세스의 부하가 되어 캄비세스의 원정에 참여했지만, 그의 자손들은 페르시아에 대한 반란을 지속하였다. 아르타크세르크세스 1세의 시절 반란은 극에 달했고, 다리우스 2세 시절부터는 페르시아 내부의 혼란 등 때문에 사실상 독립 상태였다.

## 역대 파라오
- 캄비세스 2세(기원전 529년 ~ 기원전 522년)
- 다리우스 1세(기원전 521년 ~ 기원전 486년)
- 크세르크세스 1세(기원전 485년 ~ 기원전 465년)
- 아르타크세르크세스 1세(기원전 465년 ~ 기원전 424년)
- 다리우스 2세(기원전 423년 ~ 기원전 405년)
- 아르타크세르크세스 2세(기원전 405년 ~ 기원전 359년)

## 같이 보기
- 이집트 제31왕조